# Pseudopanthera transversaria
Pseudopanthera transversaria är en fjärilsart som beskrevs av Krulikovski 1908. Pseudopanthera transversaria ingår i släktet Pseudopanthera och familjen mätare. Inga underarter finns listade.